# Typhlops rostellatus
Typhlops rostellatus är en ormart som beskrevs av Stejneger 1904. Typhlops rostellatus ingår i släktet Typhlops och familjen maskormar. Inga underarter finns listade i Catalogue of Life.
Denna orm förekommer på Puerto Rico. Den lever i låglandet och i bergstrakter upp till 1000 meter över havet. Individerna vistas i skogar, på betesmarker och på odlingsmark. De har myror, termiter och skalbaggarnas larver som föda. Honor lägger ägg.
För beståndet är inga hot kända och hela populationen anses vara stabil. IUCN listar arten som livskraftig (LC).